# 21e étape du Tour d'Espagne 2017
La 21e étape du Tour d'Espagne 2017 se déroule le dimanche 10 septembre 2017, entre Arroyomolinos et Madrid, sur une distance de 117,6 kilomètres.

## Résultats

### Classement de l'étape
| \| Classement de l'étape \| Classement de l'étape \| Classement de l'étape \| Classement de l'étape \| Classement de l'étape \| \| Coureur \| Coureur \| Pays \| Équipe \| Temps \| \| --------------------- \| --------------------- \| --------------------- \| -------------------------- \| --------------------- \| \| 1er \| Matteo Trentin \| Italie \| Quick-Step Floors \| 3 h 06 min 25 s \| \| 2e \| Lorrenzo Manzin \| France \| FDJ \| + 0 s \| \| 3e \| Søren Kragh Andersen \| Danemark \| Team Sunweb \| + 0 s \| \| 4e \| Tom Van Asbroeck \| Belgique \| Cannondale-Drapac \| + 0 s \| \| 5e \| Iván García Cortina \| Espagne \| Bahrain-Merida \| + 0 s \| \| 6e \| Magnus Cort Nielsen \| Danemark \| Orica-Scott \| + 0 s \| \| 7e \| Kenneth Vanbilsen \| Belgique \| Cofidis, Solutions Crédits \| + 0 s \| \| 8e \| Sacha Modolo \| Italie \| UAE Team Emirates \| + 0 s \| \| 9e \| Michael Schwarzmann \| Allemagne \| Bora-Hansgrohe \| + 0 s \| \| 10e \| Daniel Hoelgaard \| Norvège \| FDJ \| + 0 s \| |                      |           |                            |                 |
| |                      |           |                            |                 |
| Source : ProCyclingStats |                      |           |                            |                 |
| Classement de l'étape |                      |           |                            |                 |
| Coureur | Coureur              | Pays      | Équipe                     | Temps           |
| 1er | Matteo Trentin       | Italie    | Quick-Step Floors          | 3 h 06 min 25 s |
| 2e | Lorrenzo Manzin      | France    | FDJ                        | + 0 s           |
| 3e | Søren Kragh Andersen | Danemark  | Team Sunweb                | + 0 s           |
| 4e | Tom Van Asbroeck     | Belgique  | Cannondale-Drapac          | + 0 s           |
| 5e | Iván García Cortina  | Espagne   | Bahrain-Merida             | + 0 s           |
| 6e | Magnus Cort Nielsen  | Danemark  | Orica-Scott                | + 0 s           |
| 7e | Kenneth Vanbilsen    | Belgique  | Cofidis, Solutions Crédits | + 0 s           |
| 8e | Sacha Modolo         | Italie    | UAE Team Emirates          | + 0 s           |
| 9e | Michael Schwarzmann  | Allemagne | Bora-Hansgrohe             | + 0 s           |
| 10e | Daniel Hoelgaard     | Norvège   | FDJ                        | + 0 s           |

### Points attribués
| Sprint intermédiaire - Madrid (km 83) | Sprint intermédiaire - Madrid (km 83) | Sprint intermédiaire - Madrid (km 83) | Sprint intermédiaire - Madrid (km 83) | Sprint intermédiaire - Madrid (km 83) |
| ------------------------------------- | ------------------------------------- | ------------------------------------- | ------------------------------------- | ------------------------------------- |
|                                       | Coureur                               | Pays                                  | Équipe                                | Point(s)                              |
| 1er                                   | Matteo Trentin                        | Italie                                | Quick-Step Floors                     | 4                                     |
| 2e                                    | Julian Alaphilippe                    | France                                | Quick-Step Floors                     | 2                                     |
| 3e                                    | Gianni Moscon                         | Italie                                | Sky                                   | 1                                     |
| modifier                              |                                       |                                       |                                       |                                       |

| Arrivée d'étape - Madrid (km 117,6) | Arrivée d'étape - Madrid (km 117,6) | Arrivée d'étape - Madrid (km 117,6) | Arrivée d'étape - Madrid (km 117,6) | Arrivée d'étape - Madrid (km 117,6) |
| ----------------------------------- | ----------------------------------- | ----------------------------------- | ----------------------------------- | ----------------------------------- |
|                                     | Coureur                             | Pays                                | Équipe                              | Point(s)                            |
| 1er                                 | Matteo Trentin                      | Italie                              | Quick-Step Floors                   | 25                                  |
| 2e                                  | Lorrenzo Manzin                     | France                              | FDJ                                 | 20                                  |
| 3e                                  | Søren Kragh Andersen                | Danemark                            | Sunweb                              | 16                                  |
| 4e                                  | Tom Van Asbroeck                    | Belgique                            | Cannondale-Drapac                   | 14                                  |
| 5e                                  | Ivan Garcia                         | Espagne                             | Bahrain-Merida                      | 12                                  |
| 6e                                  | Magnus Cort Nielsen                 | Danemark                            | Orica-Scott                         | 10                                  |
| 7e                                  | Kenneth Vanbilsen                   | Belgique                            | Cofidis                             | 9                                   |
| 8e                                  | Sacha Modolo                        | Italie                              | UAE Emirates                        | 8                                   |
| 9e                                  | Michael Schwarzmann                 | Allemagne                           | Bora-Hansgrohe                      | 7                                   |
| 10e                                 | Daniel Hoelgaard                    | Norvège                             | FDJ                                 | 6                                   |
| 11e                                 | Christopher Froome                  | Royaume-Uni                         | Sky                                 | 5                                   |
| 12e                                 | Juan José Lobato                    | Espagne                             | Lotto NL-Jumbo                      | 4                                   |
| 13e                                 | Edward Theuns                       | Belgique                            | Trek-Segafredo                      | 3                                   |
| 14e                                 | Loïc Vliegen                        | Belgique                            | BMC Racing                          | 2                                   |
| 15e                                 | Julien Duval                        | France                              | AG2R La Mondiale                    | 1                                   |
| modifier                            |                                     |                                     |                                     |                                     |

|   | Coureur            | Pays   | Équipe            | Secondes |
| - | ------------------ | ------ | ----------------- | -------- |
| 1 | Matteo Trentin     | Italie | Quick-Step Floors | 3 s      |
| 2 | Julian Alaphilippe | France | Quick-Step Floors | 2 s      |
| 3 | Gianni Moscon      | Italie | Sky               | 1 s      |

|   | Coureur              | Pays     | Équipe            | Secondes |
| - | -------------------- | -------- | ----------------- | -------- |
| 1 | Matteo Trentin       | Italie   | Quick-Step Floors | 10 s     |
| 2 | Lorrenzo Manzin      | France   | FDJ               | 6 s      |
| 3 | Søren Kragh Andersen | Danemark | Sunweb            | 4 s      |

## Classements à l'issue de l'étape

### Classement général
| \| Classement général \| Classement général \| Classement général \| Classement général \| Classement général \| \| Coureur \| Coureur \| Pays \| Équipe \| Temps \| \| ------------------ \| ------------------ \| ------------------ \| ------------------ \| ------------------ \| \| 1er \| Christopher Froome \| Royaume-Uni \| Team Sky \| 82 h 30 min 02 s \| \| 2e \| Vincenzo Nibali \| Italie \| Bahrain-Merida \| + 2 min 15 s \| \| 3e \| Ilnur Zakarin \| Russie \| Katusha-Alpecin \| + 2 min 51 s \| \| 4e \| Wilco Kelderman \| Pays-Bas \| Team Sunweb \| + 3 min 15 s \| \| 5e \| Alberto Contador \| Espagne \| Trek-Segafredo \| + 3 min 18 s \| \| 6e \| Wout Poels \| Pays-Bas \| Team Sky \| + 6 min 59 s \| \| 7e \| Michael Woods \| Canada \| Cannondale-Drapac \| + 8 min 27 s \| \| 8e \| Miguel Ángel López \| Colombie \| Astana \| + 9 min 13 s \| \| 9e \| Steven Kruijswijk \| Pays-Bas \| LottoNL-Jumbo \| + 11 min 18 s \| \| 10e \| Tejay van Garderen \| États-Unis \| BMC Racing Team \| + 15 min 50 s \| |                    |             |                   |                  |
| |                    |             |                   |                  |
| Source : ProCyclingStats |                    |             |                   |                  |
| Classement général |                    |             |                   |                  |
| Coureur | Coureur            | Pays        | Équipe            | Temps            |
| 1er | Christopher Froome | Royaume-Uni | Team Sky          | 82 h 30 min 02 s |
| 2e | Vincenzo Nibali    | Italie      | Bahrain-Merida    | + 2 min 15 s     |
| 3e | Ilnur Zakarin      | Russie      | Katusha-Alpecin   | + 2 min 51 s     |
| 4e | Wilco Kelderman    | Pays-Bas    | Team Sunweb       | + 3 min 15 s     |
| 5e | Alberto Contador   | Espagne     | Trek-Segafredo    | + 3 min 18 s     |
| 6e | Wout Poels         | Pays-Bas    | Team Sky          | + 6 min 59 s     |
| 7e | Michael Woods      | Canada      | Cannondale-Drapac | + 8 min 27 s     |
| 8e | Miguel Ángel López | Colombie    | Astana            | + 9 min 13 s     |
| 9e | Steven Kruijswijk  | Pays-Bas    | LottoNL-Jumbo     | + 11 min 18 s    |
| 10e | Tejay van Garderen | États-Unis  | BMC Racing Team   | + 15 min 50 s    |

### Classement par points
| Classement par points | Classement par points | Classement par points | Classement par points | Classement par points |
| Coureur               | Coureur               | Pays                  | Équipe                | Points                |
| --------------------- | --------------------- | --------------------- | --------------------- | --------------------- |
| 1er                   | Christopher Froome    | Royaume-Uni           | Team Sky              | 158 pts               |
| 2e                    | Matteo Trentin        | Italie                | Quick-Step Floors     | 156 pts               |
| 3e                    | Vincenzo Nibali       | Italie                | Bahrain-Merida        | 128 pts               |
| 4e                    | Alberto Contador      | Espagne               | Trek-Segafredo        | 105 pts               |
| 5e                    | Wilco Kelderman       | Pays-Bas              | Team Sunweb           | 97 pts                |
| 6e                    | Ilnur Zakarin         | Russie                | Katusha-Alpecin       | 93 pts                |
| 7e                    | Miguel Ángel López    | Colombie              | Astana                | 90 pts                |
| 8e                    | José Joaquín Rojas    | Espagne               | Movistar Team         | 70 pts                |
| 9e                    | Michael Woods         | Canada                | Cannondale-Drapac     | 61 pts                |
| 10e                   | Esteban Chaves        | Colombie              | Orica-Scott           | 61 pts                |

### Classement du meilleur grimpeur
| Classement du meilleur grimpeur | Classement du meilleur grimpeur | Classement du meilleur grimpeur | Classement du meilleur grimpeur | Classement du meilleur grimpeur |
| ------------------------------- | ------------------------------- | ------------------------------- | ------------------------------- | ------------------------------- |
|                                 | Coureur                         | Pays                            | Équipe                          | Point(s)                        |
| 1er                             | Davide Villella                 | Italie                          | Cannondale-Drapac               | 67 points                       |
| 2e                              | Miguel Ángel López              | Colombie                        | Astana                          | 47 pts                          |
| 3e                              | Christopher Froome              | Royaume-Uni                     | Sky                             | 35 pts                          |
| 4e                              | José Joaquín Rojas              | Espagne                         | Movistar                        | 33 pts                          |
| 5e                              | Thomas De Gendt                 | Belgique                        | Lotto-Soudal                    | 30 pts                          |
| 6e                              | Tomasz Marczynski               | Pologne                         | Lotto-Soudal                    | 28 pts                          |
| 7e                              | Rafał Majka                     | Pologne                         | Bora-Hansgrohe                  | 28 pts                          |
| 8e                              | Stefan Denifl                   | Autriche                        | Aqua Blue Sport                 | 28 pts                          |
| 9e                              | Alberto Contador                | Espagne                         | Trek-Segafredo                  | 27 pts                          |
| 10e                             | Romain Bardet                   | France                          | AG2R La Mondiale                | 25 pts                          |
| modifier                        |                                 |                                 |                                 |                                 |

### Classement du combiné
| Classement du combiné | Classement du combiné | Classement du combiné | Classement du combiné | Classement du combiné |
| --------------------- | --------------------- | --------------------- | --------------------- | --------------------- |
|                       | Coureur               | Pays                  | Équipe                | Point(s)              |
| 1er                   | Christopher Froome    | Royaume-Uni           | Sky                   | 5 points              |
| 2e                    | Miguel Ángel López    | Colombie              | Astana                | 17 pts                |
| 3e                    | Alberto Contador      | Espagne               | Trek-Segafredo        | 18 pts                |
| 4e                    | Ilnur Zakarin         | Russie                | Katusha-Alpecin       | 20 pts                |
| 5e                    | Vincenzo Nibali       | Italie                | Bahrain-Merida        | 22 pts                |
| 6e                    | Wilco Kelderman       | Pays-Bas              | Sunweb                | 27 pts                |
| 7e                    | José Joaquin Rojas    | Espagne               | Movistar              | 34 pts                |
| 8e                    | Esteban Chaves        | Colombie              | Orica-Scott           | 37 pts                |
| 9e                    | Wout Poels            | Pays-Bas              | Sky                   | 40 pts                |
| 10e                   | Romain Bardet         | France                | AG2R La Mondiale      | 45 pts                |
| modifier              |                       |                       |                       |                       |

### Classement par équipes
| Classement par équipes | Classement par équipes | Classement par équipes | Classement par équipes |
| Équipe                 | Équipe                 | Pays                   | Temps                  |
| ---------------------- | ---------------------- | ---------------------- | ---------------------- |
| 1re                    | Astana                 | Kazakhstan             | 247 h 16 min 21 s      |
| 2e                     | Movistar Team          | Espagne                | + 6 min 16 s           |
| 3e                     | Sky                    | Royaume-Uni            | + 8 min 12 s           |
| 4e                     | UAE Team Emirates      | Émirats arabes unis    | + 49 min 02 s          |
| 5e                     | Lotto NL-Jumbo         | Pays-Bas               | + 1 h 07 min 28 s      |
| 6e                     | Orica-Scott            | Australie              | + 1 h 35 min 21 s      |
| 7e                     | Bahrain-Merida         | Bahreïn                | + 2 h 02 min 09 s      |
| 8e                     | Caja Rural-Seguros RGA | Espagne                | + 2 h 07 min 45 s      |
| 9e                     | BMC Racing Team        | États-Unis             | + 2 h 10 min 38 s      |
| 10e                    | Quick-Step Floors      | Belgique               | + 2 h 28 min 01 s      |

## Abandon(s)
- 169 -  Odd Christian Eiking (FDJ): non-partant